# Calliostoma pellucidum
Calliostoma pellucidum es una especie de molusco gasterópodo de la familia Calliostomatidae en el orden de los Vetigastropoda. Presenta las subespecies: C. p. forsteriana, C. p. haurakiensis, C. p. morioria y C. p. spirata.

## Distribución geográfica
Se encuentra en Nueva Zelanda